# Johann Otto Tabor
Johann Otto Tabor (* 3. September 1604 in Budissin; † 12. Dezember 1674 in Frankfurt am Main) war ein deutscher Jurist und Professor. 

## Leben
In einer tiefgläubigen und von den Wirren der Reformation geprägten Zeit geboren, studierte Tabor zunächst Rechtswissenschaften in Leipzig, Jena, Straßburg und Genf. Später unternahm er auch ausgedehnte Bildungsreisen durch Schlesien, Böhmen und Österreich. Im Jahre 1631 promovierte er schließlich in Straßburg und wurde dort auch als ordentlicher Professor berufen. Nach einigen Jahren im Elsass wirkte er ab 1656 als Kanzler in Güstrow, ab 1659 auch als Kanzler der Akademie zu Gießen und als Hofrat in Hessen-Darmstadt. 
Zeit seines Lebens beschäftigte er sich mit der rechtlichen Würdigung in Hexenprozessen. Als Güstrower Kanzler war er intensiv bei der Ausgestaltung der Konfessionalisierungskampagne in Mecklenburg-Güstrow beteiligt, deren Herzstück die Verfolgung von Volksmagie und Hexerei bildete. In diesem Rahmen wirkte er aktiv an der Spruchtätigkeit in Hexenprozessen mit und führte intensive Diskussionen mit dem geistlichen Ministerium, dem sogenannten Konsistorium, um die Ausgestaltung des Hexenprozesses. Nicht zuletzt lassen sich die Spuren dieser lebhaften Auseinandersetzungen um die Konfrontation oder die Folter auch in seinen juristischen Arbeiten wiederfinden. Tabor hinterließ ein äußerst umfangreiches Schriftwerk und eine Vielzahl betreuter Dissertationen, die nicht nur das Kriminalrecht behandelten. Seine Aufzeichnungen bilden heute einen wesentlichen Bestandteil im Bereich der Hexenforschung in Deutschland.